# 保祿·比斯凱諾·普拉多
保祿·比斯凱諾·普拉多（西班牙語：Pablo Vizcaíno Prado，1951年6月22日—）是天主教蘇奇特佩克斯-雷塔盧萊烏教區的主教。

## 生平
普拉多出生于危地马拉瓜地馬拉市。
1980您3月19日他从天主教薩卡帕教區主教盧道·克薩達·托魯諾获得聖秩聖事的聖禮，此后他在天主教危地馬拉的聖雅各伯總教區任牧师。
1996年12月31日教宗若望保祿二世任命他为蘇奇特佩克斯-雷塔盧萊烏教區主教。天主教洛斯阿爾托斯、克薩爾特南戈-托托尼卡潘總教區總主教于1997年3月8日给他做聖秩聖事，祝聖的有瓜地马拉聖座大使和天主教哈拉帕教區主教。